# 伯納特獸科

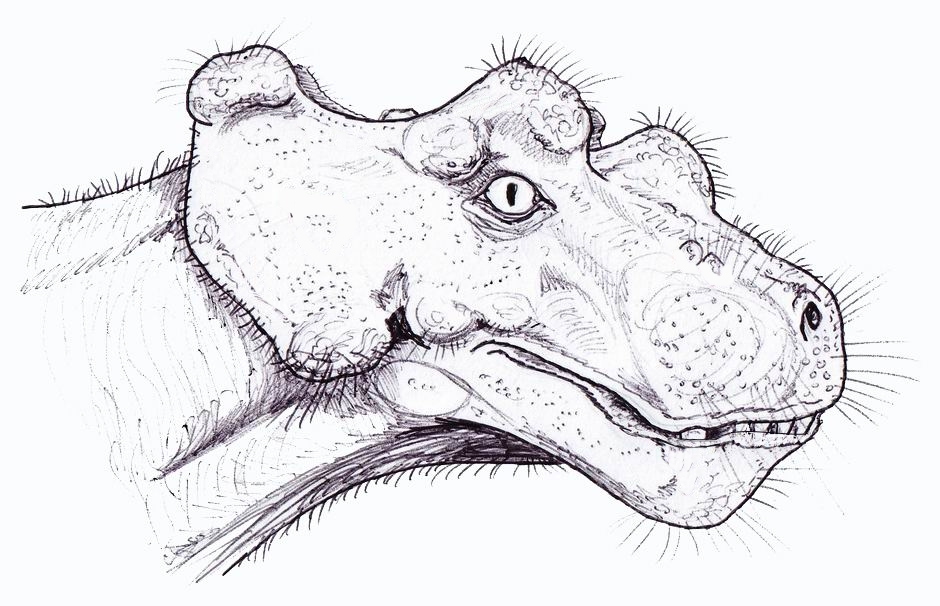
伯納特獸的頭部

伯納特獸科（學名：Burnetiidae）是巴莫鱷亞目的一科，生存於二疊紀中到晚期，包含：Bullacephalus、伯納特獸（Burnetia）、Niuksenitia、Pachydectes、副伯納特獸（Paraburnetia）、以及原伯納特獸（Proburnetia）。